# Toliara I
Toliara I is een district van Madagaskar in de regio Atsimo-Andrefana. Het district telt 148.487 inwoners (2011) en heeft een oppervlakte van 39 km², verdeeld over 1 gemeente. De hoofdplaats is Toliara.